# الخريطة (دير الزور)
الخريطة قرية سورية تتبع ناحية التبني في منطقة مركز دير الزور في محافظة دير الزور. بلغ عدد سكانها 8340 نسمة في عام 2004 حسب إحصاء المكتب المركزي للإحصاء.
هي إحدى القرى التابعة لبلدية الخريطة (المحدثة عام 1992 م). تبعد القرية عن مدينة دير الزور ما يقارب 20 كيلو متر. أما بلدية الخريطة فتشمل ثلاث قرى وهي الخريطة وحوايج ذياب شامية وزغير شامية.
تقع الخريطة على الضفة اليمنى لنهر الفرات على الطريق العام دير الزور - الرقة - حلب. وتبلغ مساحتها ما يقارب 10 كيلو متر مربع. وهي قرية زراعية ذو تربة خصبة ويوجد فيها مدارس للتعليم الأساسي والثانوي.